# Jana palliatella
Jana palliatella är en fjärilsart som beskrevs av Pierre E.L. Viette 1954. Jana palliatella ingår i släktet Jana och familjen Eupterotidae. Inga underarter finns listade i Catalogue of Life.